# Oxyopes rufisternis
Oxyopes rufisternis är en spindelart som beskrevs av Pocock 1901. Oxyopes rufisternis ingår i släktet Oxyopes och familjen lospindlar.
Artens utbredningsområde är Sri Lanka. Inga underarter finns listade i Catalogue of Life.